# Ukyō Kodachi
Ukyō Kodachi (jap. 小太刀右京 Kodachi Ukyō; ur. 1 kwietnia 1979 w Hirakata w prefekturze Osaka) – japoński powieściopisarz, mangaka, scenarzysta i projektant gier. Zaczynał od pisania gier fabularnych do grania na stole, zanim zadebiutował jako powieściopisarz w 2008 roku i scenarzysta w 2013 roku. W latach 2016–2020 pracował nad mangą Boruto: Naruto Next Generations, która odniosła komercyjny sukces.

## Biografia
Kodachi dorastał jako syn lekarza, więc od najmłodszych lat interesował się nauką i fantastyką naukową. Jako student był graczem stołowych gier RPG, takich jak Shadowrun i Tokyo NOVA. Pracę rozpoczął jako twórca stołowych gier fabularnych (TRPG); pisał również artykuły z nimi związane. Zadebiutował jako profesjonalny pisarz w 2004 roku, zdobywając japońską nagrodę „Game Field Award” za napisanie Chaos Flare, wielogatunkowej gry RPG inspirowanej grą Torg. Od tego czasu pisywał w różnych czasopismach i książkach. W 2008 roku Kodachi zaczął pisać zawodowo jako powieściopisarz, w wyniku czego stworzył 4–tomową light novel, będącą adaptacją Macross Frontier. Z kolei od 2013 roku rozpoczął pracę jako scenarzysta różnych filmów i seriali anime, a pierwszym z nich był Neppu Kairiku Bushi Road. Następnie od 2015 roku tworzył (wraz z rysownikiem Tatsumą Ejirim) swoją pierwszą mangę seinen pt. Infini-T Force: Arc to the Future, wydawaną do 2020 roku w magazynie Monthly Hero’s.
Ponadto w 2015 roku, asystował autorowi Naruto Masashiemu Kishimoto przy tworzeniu scenariusza do filmu Boruto: Naruto the Movie. W tym samym roku napisał również powieść pt. Naruto – Tajemna historia Gaary: Pustynny miraż. Pomogło mu to w uzyskaniu stanowiska scenarzysty serii Boruto: Naruto Next Generations, której premiera odbyła się w roku następnym. Pełnił tę funkcję aż do wydania 14 tomu mangi, kiedy obowiązki pisarskie przejął Kishimoto. Manga Boruto radziła sobie bardzo dobrze komercyjnie w Japonii i była ósmą najlepiej sprzedającą się mangą Shūeishy w 2017 i 2018 roku. W 2017 roku podano, że sprzedano milion egzemplarzy mangi. Seria zyskała również dobre wyniki na arenie międzynarodowej, zwłaszcza w Ameryce Północnej, gdzie stała się szóstą najlepiej sprzedającą się serializowaną mangą w 2017 roku. W sezonie wiosennym i jesiennym 2018 seria była czwartą najlepiej sprzedającą się mangą w tym regionie.

## Twórczość

### Mangi
- Infini-T Force: Arc to the Future (jap. Infini-T Force 未来の描線 Infini-T Force: Mirai no Byōsen) – scenarzysta; manga wydawana od 31 października 2015 do 25 grudnia 2020 w Monthly Hero’s; zilustrowana przez Tatsumę Ejiriego[9]
- Boruto: Naruto Next Generations (jap. BORUTO-ボルト- -Naruto Next Generations- Boruto: Naruto Nekusuto Jenerēshonzu) – scenarzysta (do listopada 2020[16]); wydawana od 9 maja 2016 do 10 czerwca 2019 w magazynie Weekly Shōnen Jump, gdzie zadebiutowała w 23 numerze z 2016 roku; od 20 lipca 2019 wydawana w miesięczniku V Jump; zilustrowana przez Mikio Ikemoto[14][15]
- Ato 365 Hi no Dinner (2024–...) – autor; manga wydawana w Champion Red od 13 marca 2024 roku; kompozycja historii autorstwa Tsunakiego Sudy i zilustrowana przez Sonshō Hangetsubanę[23]

### Light novel
- Macross Frontier (jap. マクロスF(フロンティア) Makurosu Furontia) (2008–2009) – scenarzysta; zilustrowana przez Risę Ebatę i Hayato Aokiego[7]
- Queen's Blade Rebellion (jap. クイーンズブレイド リベリオン Kuīnzu Bureido Riberion) (2009) – scenarzysta[24]
- Macross The Ride (jap. マクロス・ザ・ライド Makurosu Za Raido) (2010–2011) – scenarzysta; zilustrowana przez Hidetakę Tenjina, Tommy’ego Otsukę i Katsumi Enami[25]
- Naruto – Tajemna historia Gaary: Pustynny miraż (jap. NARUTO―ナルト―　我愛羅秘伝　砂塵幻想 Naruto ― Gaara Hiden: Sajin Gensō) (2015) – scenarzysta[12][26]
- Code Geass: Akito the Exiled (jap. コードギアス 亡国のアキト Kōdo Giasu: Bōkoku no Akito) (2013–2016) – scenarzysta[27]

### Filmy i seriale
- Neppu Kairiku Bushi Road (jap. 熱風海陸ブシロード Neppū Kairiku Bushirōdo) (2013) – scenarzysta (wraz z Sayaką Haradą i Norimitsu Kaihō)[8]
- Gunslinger Stratos: The Animation (jap. ガンスリンガー ストラトス -THE ANIMATION- Gansuringā Sutoratosu Animēshon) (2015) – scenarzysta (odcinki 4, 8 i 11)[28][29]
- Chaos Dragon: Sekiryū Sen’eki (jap. ケイオスドラゴン 赤竜戦役) (2015) – scenarzysta (odcinki 1–4, 8 i 12)[30][31]
- Boruto: Naruto the Movie (jap. ボルト ナルト・ザ・ムービー) (2015) – scenarzysta (wraz z Masashim Kishimoto)[11]
- Szkolne życie! (jap. がっこうぐらし! Gakkōgurashi!) (2015) – scenarzysta (odcinek 7)[32]
- Danganronpa 3: The End of Hope's Peak High School (jap. ダンガンロンパ3 –The End of 希望ヶ峰学園– Danganronpa 3: Ji Endo obu Kibōgamine Gakuen) (2016) – scenarzysta (odcinki 1–2, 5, 8, 10–11)[33][34]
- Macross Delta (jap. マクロスΔ(デルタ) Makurosu Deruta) (2016) – scenarzysta (odcinek 8)[35]
- Boruto: Naruto Next Generations (jap. BORUTO-ボルト- -Naruto Next Generations- Boruto: Naruto Nekusuto Jenerēshonzu) (2017–...) – twórca, scenarzysta (odcinek 34) i główny kierownik historii[36]
- Fate/Apocrypha (2017) – scenarzysta (odcinki 3, 6, 8–9, 14, 18 i 21)[37]
- Magical Girl Spec-Ops Asuka (jap. 魔法少女特殊戦あすか Mahō Shōjo Tokushusen Asuka) (2019) – scenarzysta (odcinki 4 i 6)[38]
- Midnight Occult Civil Servants (jap. 真夜中のオカルト公務員 Mayonaka no Okaruto Kōmuin) (2019) – scenarzysta (odcinki 4 i 9)[39]
- Lord El-Melloi II’s Case Files {Rail Zeppelin} Grace note (jap. ロード・エルメロイⅡ世の事件簿 -魔眼蒐集列車 Grace note- Lord El-Melloi II-sei no Jikenbo -Rail Zeppelin Grace note-) (2019) – scenarzysta (odcinki 0–1, 3–5, 7–9)[40][41]
- Fate/Grand Order – Absolute Demonic Battlefront: Babylonia (jap. Fate/Grand Order -絶対魔獣戦線バビロニア Feito/Gurando Ōdā – Zettai Majuu Sensen Babironia) (2019–2020) – scenarzysta (odcinki 4, 6–8, 1)[42]
- Fate/Grand Order - Divine Realm of the Round Table: Camelot (jap. フェイト/グランドオーダー -神聖円卓領域 キャメロット- Feito/Gurando Ōdā Shinsei Entaku Ryōiki Kyamerotto) (2020–2021) – scenarzysta[43]
- Seven Knights Revolution: Hero Successor (jap. セブンナイツレボリューション -英雄の継承者- Seven Knights Revolution: Eiyū no Keishōsha) (2021) – scenarzysta (odcinki 1–3, 7, 10–12), kompozycja serii[44][45]

### Gry komputerowe
- Macross 30: Voices across the Galaxy (2013) – scenarzysta[46]
- Fate/Extella Link (2018) – scenarzysta[47]
- The Hundred Line: Last Defense Academy (jap. HUNDRED LINE -最終防衛学園- Handoreddo Rain: Saishū Bōei Gakuen) (2025) – scenariusze indywidualne[48]